# Romeo e Giulietta (film 1954)
Romeo e Giulietta è un film per la televisione diretto da Franco Enriquez e andato in onda sulla Rai il 29 gennaio 1954.